# Estado da Ordem Teutónica
O Estado da Ordem Teutónica (português europeu) ou Estado da Ordem Teutônica (português brasileiro) (em alemão: Deutschordensland), também conhecido como Estado dos Cavaleiros Teutônico Monástica ou Ordensstaat («Estado da Ordem»), foi formado em 1224 durante as cruzadas bálticas, quando os cavaleiros da Ordem Teutónica conquistaram os prússios pagãos ( em latim: Prutenii - velhos prussianos).
Em 1237, os Irmãos Livônios da Espada, que controlavam a Livônia foram incorporadas à Ordem Teutónica como um ramo autónomo. Em 1410, após sua derrota na Batalha de Grunwald, a ordem entrou em declínio e a sua filial da Livônia foi para a Confederação da Livônia que havia sido criada em 1422-35.
Em 1346, o Ducado de Estónia foi vendido pelo rei da Dinamarca por 19 000 marcos de Colónia à Ordem Teutónica. A alteração da soberania da Dinamarca à Ordem Teutônica teve lugar a 1 de novembro de 1346.
As terras teutônicas na Prússia foram divididas em 1466, após a Paz de Thorn: a parte ocidental da Prússia teutônica se tornou a Prússia Real, que tornou-se, então, mais uma parte da Polônia; o Estado Monástico do Oriente foi secularizado em 1525 durante a Reforma Protestante, quando foi substituído pelo Ducado da Prússia, um feudo polonês, governado pela Casa de Hohenzollern.
Em textos antigos e em latim, o termo Prut(h)enia refere-se igualmente à Prússia Teutónica, Prússia Real e ao Ducado da Prússia. O adjetivo correspondente contemporâneo é prut(h)énico (veja a coleção de 1551 celestial tabelas, tabelas pruténicas, Prutenicæ Tabulæ Cœlestium Motuum).

## Antecedente
A Prússia tinha resistido a numerosas tentativas de conquistas de holandeses antigos. Boleslau I, o Bravo da Polônia começou uma série de conquistas infrutíferas quando ele enviadas Adalberto de Praga, em 997. Em 1147, Boleslau IV da Polônia atacou a Prússia com a ajuda das tropas russas, mas não pode conquistá-la. Eles seguiram a outras inúmeras tentativas e, sob o domínio do duque Conrado I da Mazóvia, foram intensificadas, com grandes batalhas e cruzadas em 1209, 1219 e 1220 1222..
Os prussianos bálticos ocidentais tinha repelido a maioria das campanhas com sucesso. No entanto, os prussianos e sudovianos no Sul tinham conquistado o seu território. A terra dos sudovianos foi na área do atual Podlesia. Os prussianos tentaram derrotar as forças polonesas ou mazovianas de Sudóvia e Kulmerland ou terra de Chełmno, que já tinha sido parcialmente conquistada, devastada e quase despovoada. O duque Conrado de Mazovia já tinha chamado uma cruzada contra os prussianos em 1208, mas não teve sucesso. Conrado, primeiro Bispo da Prússia, estabelecida a Ordem de Dobrin, um pequeno grupo de 15 cavaleiros. A ordem, no entanto, logo foi derrotada e, em resposta, o papa proclamou uma nova cruzada e pediu a ajuda dos cavaleiros teutónicos.
Como resultado, vários éditos convocaram os cruzados contra os prussianos. As cruzadas, com a participação de muitos cavaleiros europeus, duraram sessenta anos.
Em 1211, André II da Hungria concedeu o feudo de Hărman para os cavaleiros teutónicos, embora em 1225 expulsa-los da Transilvânia e eles tiveram que ir para o mar Báltico.
No início de 1224, o imperador Frederico II anunciou em Catânia que Livônia, Prússia com Sambia e algumas províncias vizinhas estavam sob imediatismo imperial (em alemão: Reichsfreiheit). Este decreto subordinava as províncias diretamente à Igreja Católica e ao Imperador Romano-Germânico, em vez de estar sob a jurisdição dos governantes locais.
Anunciou no final de 1224, o papa Honório III para toda a cristandade a nomeação do bispo Guilherme de Módena como legado papal para Livônia, Prússia e outras terras.
Como resultado da Bula Dourada de Rimini e da bula de Rieti, a Prússia entrou na posse da Ordem Teutônica. Sob seu governo, florestas foram desmatadas, as zonas pantanosas foram secas e terras cultivadas, fundando-se muitas vilas e aldeias, incluindo Marienburg (hoje Malbork) e Königsberg (hoje Kaliningrado).

## História subsequente

### Século XIII

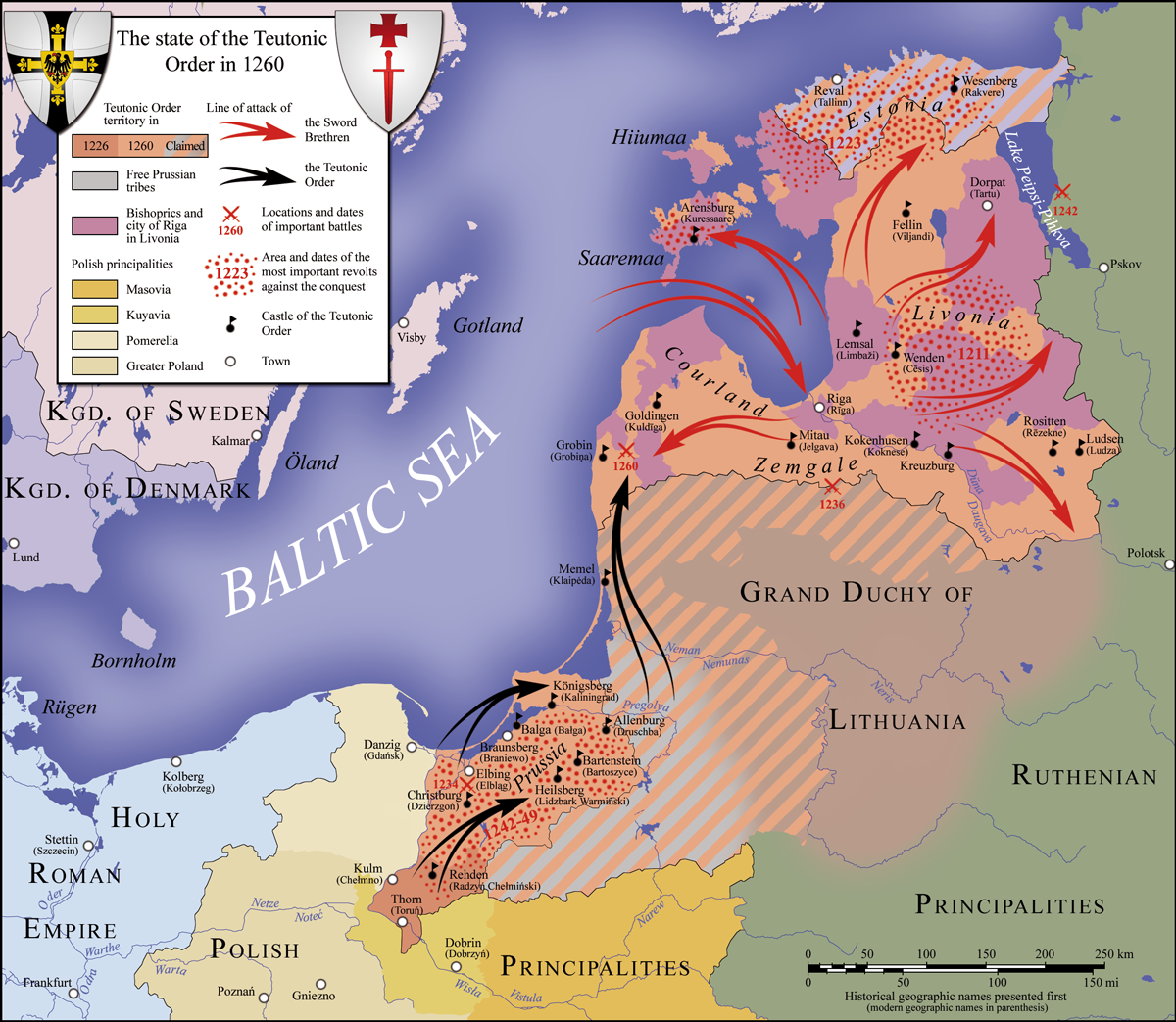
Estado Teutônico em 1260

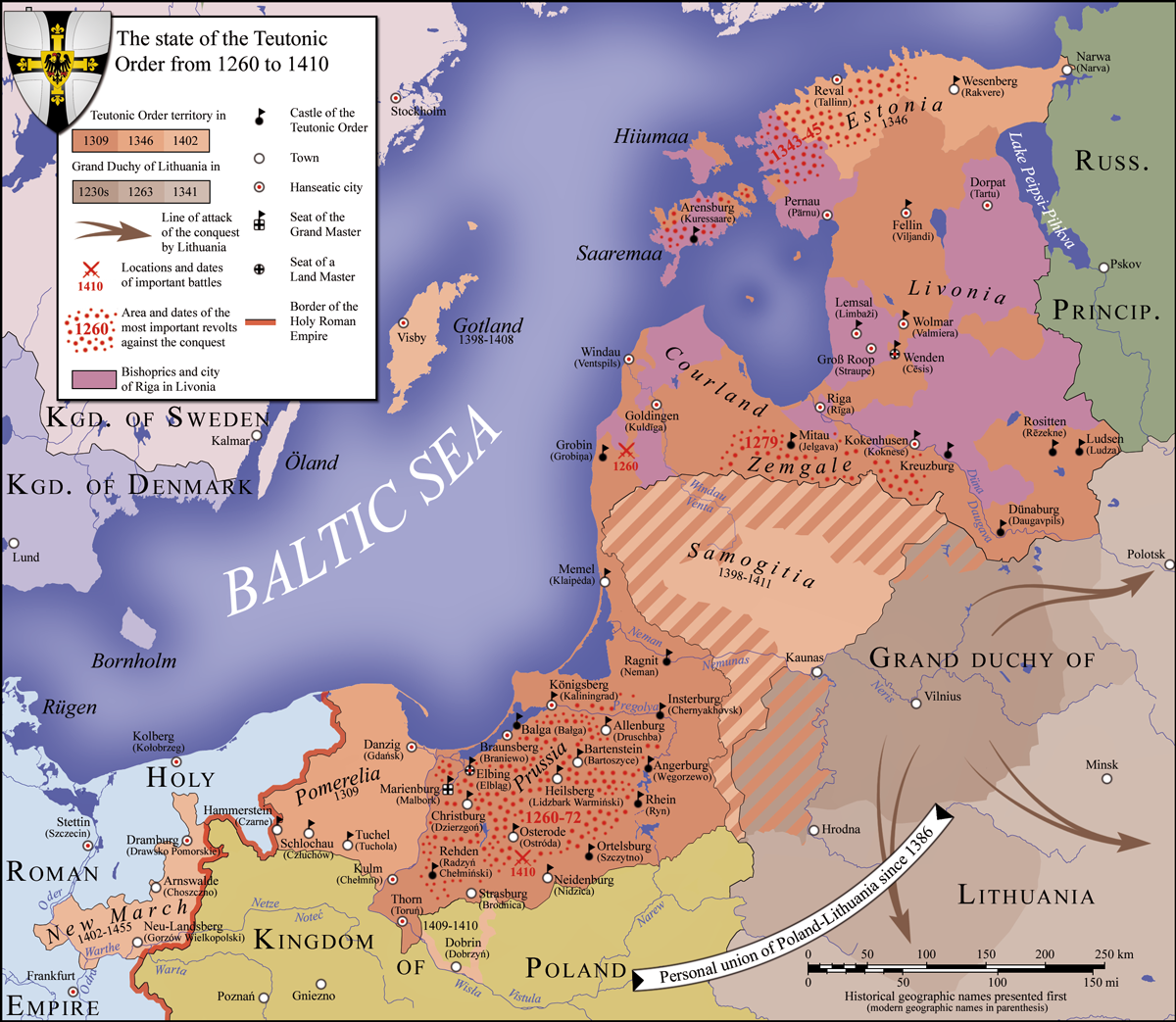
Estado Teutônico em 1410

Em 1234, a ordem teutónica assimilou os restantes dos membros da Ordem de Dobrin, em 1237, os Irmãos Livônios da Espada (estabelecidos em Livónia em 1202), cuja assimilação aumentou suas terras com a adição dos territórios que são hoje conhecidos como a Letónia e a Estónia.
Em 1243, O legado papal Guilherme de Módena dividiu a Prússia em quatro bispados: Culmerlândia, Pomesânia, Vármia e Sambia. Os bispados eram governados pelo Arcebispado de Riga desde a cidade-mãe de Visby em Gotlândia.

### Século XIV
No início do século XIV, o Ducado da Pomerânia, uma região vizinha, entrou em guerra contra a Polónia e a Marca de Brandemburgo, a oeste. Os marqueses de Brandemburgo, que tinham governado a Pomerélia na década de 1250, assinaram um tratado de 8 de agosto de 1305 com Venceslau III da Boêmia, Rei da Polônia.
Na aquisição de Danzig teutônica, os cavaleiros teutônicos se apoderaram da cidade em novembro de 1308. A ordem tinha sido chamada pelo rei Vladislau I da Polônia. Segundo fontes históricas, muitos dos habitantes da cidade, poloneses e alemães, foram massacrados. Em setembro de 1309, o marquês de Brandemburgo, Valdemar vendeu seu direito ao território para a Ordem Teutónica, no valor de 10 000 marcos pelo Tratado de Soldin. Isso marcou o começo de uma série de conflitos entre a Polónia e os cavaleiros teutónicos quando a ordem continuou incorporando territórios em seus domínios.
A posse de Danzig pela Ordem Teutónica foi disputada pelos reis da Polónia Ladislau I e Casimiro, o Grande, como confirma uma série de guerras sangrentas e, finalmente, para batalhas legais na corte papal em 1320 e 1333. Finalmente, em 1343, foi assinada a paz, o Tratado de Kalisz, onde a Ordem Teutônica concordou que a Polônia poderia governar a Pomerélia como um feudo e, portanto, os reis poloneses mantiveram o direito ao título de Duque da Pomerânia.

### Século XV

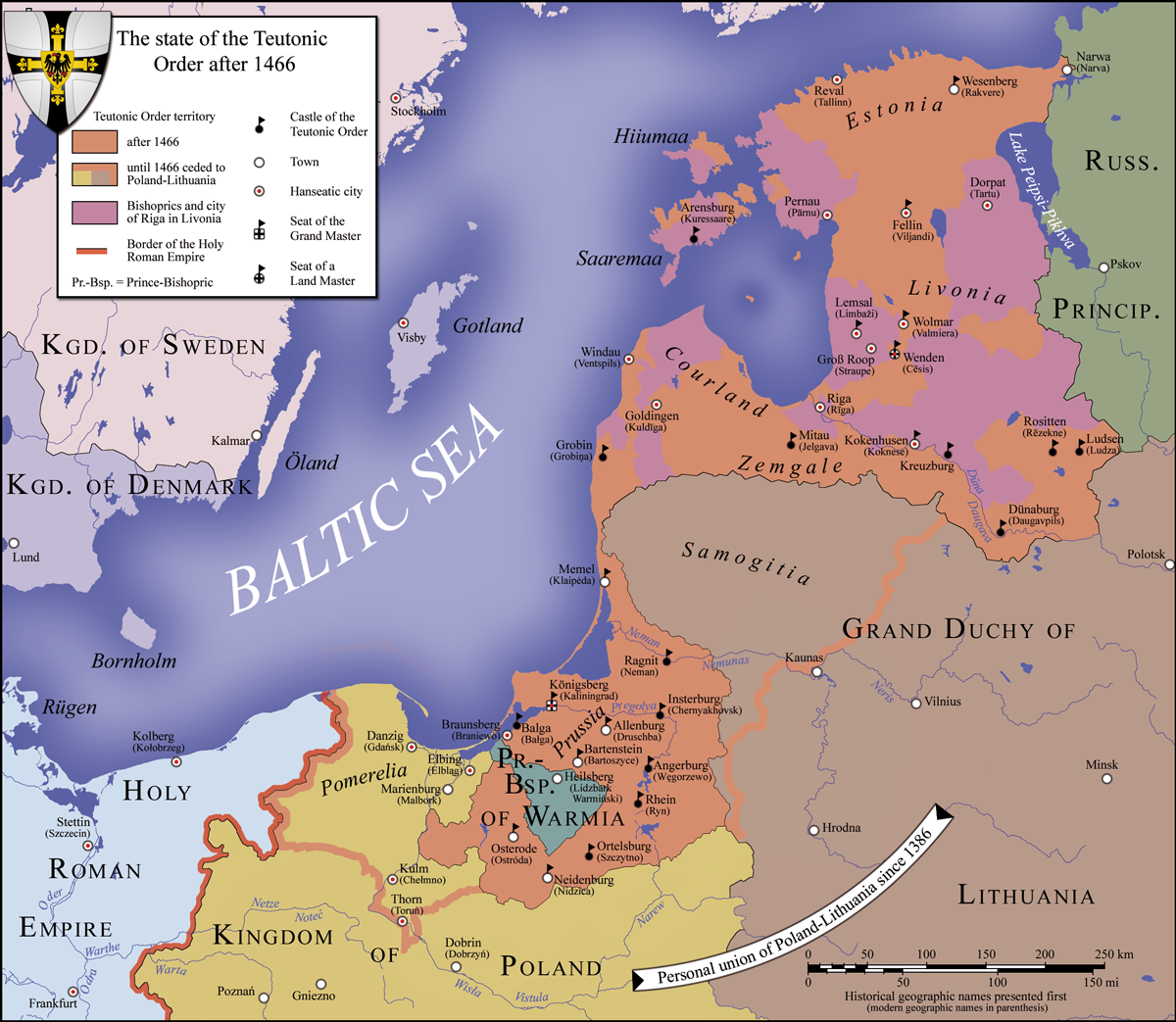
Estado teutônico em 1466

Em 1402, a Ordem Teutônica comprou de Brandemburg  a Marca do Norte e manteve-a até que ela fosse vendida ou penhorado novamente em 1454 e 1455, respectivamente, pelos tratados de Cölln e Mewe.
Eclodiu em 1410, com a morte de Roberto da Germânia, a Guerra Polaco–Lituana–Teutônica, uma guerra entre os cavaleiros teutónicos e a União polaco-lituana suportados pelas forças auxiliares de russos e tártaros. Polônia e Lituânia derrotaram os cruzados na Batalha de Grunwald (Tannenberg). A ordem atribuiu a Heinrich von Plauen a defensa da Pomerânia, que agiu rapidamente para reforçar a defesa do Castelo de Malbork, na Prússia. Heinrich von Plauen foi eleito vice-mestre e levou os cavaleiros teutónicos para defender o local de Marienburg em 1410. Finalmente, von Plauen foi promovido a grão-mestre e, em 1411, concluiu o primeiro Tratado de Espinho, com o rei Vladislau II da Polónia.
Em março de 1440, a Gentry (principalmente da Culmerlândia) e das cidades hanseáticas de Danzig, Elbląg e Toruń e outras cidades prussianas fundaram a Confederação Prussiana, livre do domínio da Ordem Teutónica. Devido às grandes perdas e custos após a guerra contra a Polônia e a Lituânia, a Ordem Teutónica aumentou mais os já altos impostos. Por outro lado, as cidades não podiam se representar na Ordem Teutónica. Em fevereiro de 1454, a Confederação Prussiana interessou ao rei Casimiro IV Jagelão da Polônia sobre um possível apoio a uma rebelião para incorporar a então Prússia na Polónia. O rei Casimiro IV e as cidades concordaram  e teve início a Guerra dos Treze Anos. A segunda paz de Thornem, em outubro de 1466, acabou com a guerra e, supostamente, a Ordem Teutónica transferiu os seus direitos sobre a metade leste de seu território para a coroa polonesa, que se tornou a província da Prússia Real e a parte restante das terras da ordem tornou-se um feudo da Polônia.

### Século XVI
Durante a Reforma Protestante, convulsões religiosas e guerras endémicas ocorreram na região. Em 1525, durante a Guerra polaco-teutónica (1519-1521), Sigismundo II Augusto da Polônia e seu sobrinho, o último grão-mestre da ordem teutónica, Alberto de Brandemburgo-Ansbach, membro de um ramo da Casa de Hohenzollern, concordaram que este último iria renunciar à sua posição, e iria adotar a fé luterana e assumiria o título de Duque da Prússia. Desde então nomeada Ducado da Prússia (em alemão: Herzogliches Preußen; em polonês: Prusy Książęce), manteve-se como um feudo polonês. Assim, em um acordo mediado em parte por Martinho Lutero, o Estado católico romano teutônico foi transformado no Ducado da Prússia (em alemão: Herzogtum Preußen), o primeiro Estado protestante. O consentimento de Sigismundo II obrigava a submissão Alberto à Polônia, que veio a ser conhecida como a Prússia.
Os Habsburgos continuaram a manter sua reivindicação sobre a Prússia e nomearam grandes professores que eram meramente titulares administradores da Prússia. Em 1618, o Ducado da Prússia tornou-se o ramo principal da Casa de Hohenzollern, os marqueses e Eleitores de Brandemburgo, que governavam Brandemburgo (um feudo do Sacro Império Romano-Germânico) e o Ducado da Prússia (um feudo polonês), em União pessoal. Esta contradição jurídica fez com que a vinculação transfronteiriça fosse verdadeiramente impossível, no entanto, na prática, Brandemburgo e a Ducado da Prússia eram governadas cada vez mais como uma unidade, coloquialmente chamado de Brandemburgo-Prússia, que funcionava com uma união pessoal.
Frederico Guilherme, Duque da Prússia e Eleitor de Brandemburgo, tentou adquirir a Prússia Real para conectar-se territorialmente seus dois feudos. A oportunidade veio quando Carlos X Gustavo da Suécia, na tentativa de conquistar a Polônia prometeu ceder a Federico Guillermo o principado episcopal de Ermland e quatro outras voivodias, se Federico Guillerme apoiasse a campanha sueca. Esta oferta foi especulativa, já que o duque-eleitor Federico Guillerme teria de comprometer-se a apoiar a campanha militar, enquanto que o prêmio era condicionado à vitória.
João II Casimiro Vasa antecipou a aliança sueco-prussiana mediante apresentação de uma contra-oferta, e o duque-eleitor Federico Guillerme aceitou. Assinada a 29 de julho de 1657 em Wehlau (em polonês: Welawa (hoje Znamensk) no Tratado de Wehlau.) Para alterar a decisão de Federico Guillermo de participar da aliança sueco-prussiana, João II Casimiro reconhecia a Frederico a plena soberania sobre o Ducado da Prússia.
Em 1701, após quase 200 anos de soberania da Polônia, a Prússia recuperou a soberania total, condição necessária para elevar o Ducado da Prússia ao soberano Reino da Prússia (que não deve ser confundido com a polaca Prússia Real). A natureza de fato da governança coletiva de Brandemburgo-Prússia tornou-se mais evidente com os títulos dos líderes sênior do governo prussiano, estabelecido em Berlim, capital de Brandemburgo. No entanto, a fusão legal do Reino da Prússia (Estado soberano) com Brandemburgo (um feudo do Sacro Império Romano-Germânico) só foi alcançada após a dissolução do Sacro Império em 1806.